# ON TIME
『ON TIME』（オン・タイム）は、KENZIのメジャーからの最初のソロ・アルバム。

## 内容
プロデューサーに佐藤宣彦を迎えた本作は佐藤と同じパブリック・イメージに所属しているミュージシャンを迎えて制作した。レコーディングでは、本来のギタリストとして活動している佐藤はコーラスのみで参加しており、同業者の神長弘一と横関敦のみがギターで参加した。KENZIのアルバムの中では最大のヒット作である。

## 批評
CDジャーナルは「ありがちな『オシャレなハングリー』を歌うビートパンクのようで、実はもうちょい奥が深い。横関敦等が参加しているバッキングもタイト」と評した。

## 収録曲
1. Happy New Age
作詞・作曲：KENZI　編曲：KENZI・佐藤宣彦
2. Dehanadebo
作詞・作曲：KENZI　編曲：佐藤宣彦
3. Friend
作詞・作曲：KENZI　編曲：佐藤宣彦
4. Twilight Road ～Dylan
作詞・作曲：KENZI　編曲：佐藤宣彦
5. MAD CAT
作詞：HIKAGE　作曲：KENZI　編曲：佐藤宣彦
6. 鏡の女
作詞・作曲：KENZI　編曲：佐藤宣彦
7. It's not my business
作詞・作曲：KENZI　編曲：佐藤宣彦
8. 彼女の温かい胸は……
作詞・作曲：KENZI　編曲：佐藤宣彦
9. の・ん・だ・く・れ
作詞・作曲：KENZI　編曲：佐藤宣彦
10. R&R Number
作詞・作曲：KENZI　編曲：佐藤宣彦

## レコーディング参加
- KENZI - ボーカル
  - 神長弘一（ESSEX） - ギター
  - 友森昭一 - ギター(#7)
  - 横関敦 - ギター(#4, 5)
  - 関雅夫 - ベース
  - 小柳昌法（LINDBERG） - ドラム
  - 平田文人 - キーボード
  - 佐藤宣彦 - コーラス
  - 松田美穂 - コーラス